# Ivan O'Neal
Ivan Bertie O'Neal (San Patricio - San Jorge, 27 de mayo de 2024) fue un militar, economista y político sanvicentino que lideró el Partido Verde de San Vicente y las Granadinas desde su fundación en 2005 hasta su muerte en 2024.

## Biografía
Nacido en Spring Village, parroquia de San Patricio, en la Isla de San Vicente, O'Neal obtuvo una licenciatura en contabilidad y finanzas de la Universidad Oxford Brookes, una maestría en Macroeconomía, Política y Planificación de la Universidad de Bradford y un MBA de la Universidad de Leicester.
En el plano militar, O'Neal sirvió durante más de 31 años en la Real Fuerza Aérea Británica como ingeniero. En 1976 fue galardonado con la Mención Personal del Oficial del Aire Comandante en Jefe de la Fuerza Aérea del Cercano Oriente de la Real Fuerza Aérea, en 1986 con la Medalla al Servicio Meritorio de la Real Fuerza Aérea y en 1989 con el Certificado de Mérito de la Real Fuerza Aérea por sus servicios en el Comando de Ataque.
En lo político, O'Neal se desempeñó como tesorero del Partido de la Unidad Laborista antes de romper filas con el partido en el año 2000 para unirse al ahora extinto Movimiento Progresista Popular (PPM). Se presentó como candidato del PPM en la circunscripción de North Central Winward durante las elecciones generales del 28 de marzo de 2001 y recibió 30 votos. En 2005 fundó el Partido Verde de San Vicente y las Granadinas, que lideraría hasta su muerte. En las elecciones generales de 2005 se presentó como candidato por el distrito de East St. George en representación del GP y perdió, obteniendo solo 14 votos. En las elecciones generales de 2010, O'Neal se presentó como candidato por el distrito de Central Kingstown, donde obtuvo 12 votos. En 2015 se postuló en East St. George y obtuvo 13 votos. Su última candidatura fue en 2020, también en East St. George, logrando 26 votos.
O'Neal murió cerca de Choppins, parroquia de San Jorge, San Vicente y las Granadinas el 27 de mayo de 2024, después de una enfermedad.